# Agua Caliente (paroisse civile)
Pour les articles homonymes, voir Agua, Caliente et Agua Caliente.
Agua Caliente est l'une des cinq paroisses civiles de la municipalité de Miranda dans l'État de Trujillo au Venezuela. Sa capitale est Agua Caliente.